# Godijevo
Godijevo este un sat din comuna Bijelo Polje, Muntenegru. Conform datelor de la recensământul din 2003, localitatea are 636 de locuitori (la recensământul din 1991 erau 745 de locuitori).

## Demografie
În satul Godijevo locuiesc 450 de persoane adulte, iar vârsta medie a populației este de 33,2 de ani (32,1 la bărbați și 34,5 la femei). În localitate sunt 155 de gospodării, iar numărul mediu de membri în gospodărie este de 4,10.
|  |

| Demografie | Demografie | Demografie |
| An         | Locuitori  | Locuitori  |
| ---------- | ---------- | ---------- |
|            |            |            |
|            |            |            |
|            |            |            |
|            |            |            |
| 1948       | 804        |            |
| 1953       | 878        |            |
| 1961       | 874        |            |
| 1971       | 941        |            |
| 1981       | 911        |            |
| 1991       | 745        | 721        |
| 2003       | 726        | 636        |

| \| Componența etnică conform recensământului din 2003[2] \| Componența etnică conform recensământului din 2003[2] \| Componența etnică conform recensământului din 2003[2] \| Componența etnică conform recensământului din 2003[2] \| Componența etnică conform recensământului din 2003[2] \| \| ----------------------------------------------------- \| ----------------------------------------------------- \| ----------------------------------------------------- \| ----------------------------------------------------- \| ----------------------------------------------------- \| \| \| \| \| \| \| \| Bosniaci \| Bosniaci \| \| 468 \| 73,58% \| \| Musulmani \| Musulmani \| \| 138 \| 21,69% \| \| Muntenegreni \| Muntenegreni \| \| 8 \| 1,25% \| \| necunoscută \| necunoscută \| \| 22 \| 3,45% \| |              |  |     |        |
| Componența etnică conform recensământului din 2003 |              |  |     |        |
| |              |  |     |        |
| Bosniaci | Bosniaci     |  | 468 | 73,58% |
| Musulmani | Musulmani    |  | 138 | 21,69% |
| Muntenegreni | Muntenegreni |  | 8   | 1,25%  |
| necunoscută | necunoscută  |  | 22  | 3,45%  |